# ۶۳ مارافسای
۶۳ مارافسای یک ستاره است که در صورت فلکی مارافسای قرار دارد.